# Thomas Crab
Thomas Crab (30 augustus 1987) is een Belgisch basketbalcoach.

## Carrière
Crab speelde een tijdje voor Kontich Wolves, Guco Lier en Duffel BBC als amateurspeler in de lagere regionen. Hij had meer aanleg voor coachen en stapte al snel over toen hij aan de slag ging bij Guco Lier als assistent van Dirk De Brouwer. Hij werd er coach van 2011 tot 2015 en wist met de ploeg twee promoties af te dwingen. Nadien trok hij naar Oxaco Boechout waar hij een seizoen actief was. In 2016 ging hij aan de slag als assistent-coach bij de Antwerp Giants en was ook actief als coach van de jeugdploegen.
Hij volgde in 2019 Roel Moors als assistent naar het Duitse Brose Baskets, na zijn ontslag daar vertrok ook Crab. Hij volgde Moors mee naar BG Göttingen waar hij aan de slag bleef tot in 2021 toen hij Duitsland verliet om dichter bij zijn familie te zijn. Hij werd assistent-coach onder Yves Defraigne bij Okapi Aalst als opvolger van Kevin Verhulst, in februari 2022 werd hij aangesteld als hoofdcoach. Aan het eind van het seizoen kreeg hij een contract van drie seizoenen. Aan het einde van het seizoen 2023/24 werd hij vervangen door Eddy Casteels bij Aalst.
Hij tekende voor de start van het seizoen 2024/25 bij het Oostenrijkse Swans Gmunden. Hij verlengde er zijn contract voor het seizoen 2025/26.